# Wasilij Tichonin
Wasilij Łukianowicz Tichonin, ros. Василий Лукьянович Тихонин, pseud. Wasyl (ur. 22 czerwca 1923 w Ruskiej Słobodce, w obwodzie chersońskim, zm. 31 maja 1993) – oficer Armii Czerwonej, uczestnik II wojny światowej, dowódca oddziału partyzanckiego Awangarda, który dokonał zamachu na Theodora van Eupena, komendanta niemieckiego obozu w Treblince.

## Życiorys
Urodził się w wielodzietnej rodzinie chłopskiej we wsi Ruska Słobodka. Po przeprowadzce do Odessy ojciec pracował jako furman a matka jako woźna. Po ukończeniu szkoły Marynarki Wojennej w Chersoniu, pracował w porcie. Po agresji niemieckiej na ZSRR w 1941 roku, Wasilij Tichonin nadal pracował w Odessie, będącej pod okupacją III Rzeszy. W tym czasie związał się z grupą konspiracyjną dokonującą aktów sabotażu. Po wyzwoleniu Odessy przez Armię Czerwoną, jako doświadczony konspirator, został wcielony do oddziału sabotażowo-dywersyjnego Awangarda, którym dowodził mjr Nikołaj Gieft (z pochodzenia Niemiec). Do oddziału należał też Wilhelm Peters, niemiecki antyfaszysta. Oddział ten, 6 sierpnia 1944 roku samolotami startującymi z lotniska w Żytomierzu został przetransportowany do okupowanej Polski, i zrzucony na Ponidziu.
Początkowo, Wasyl Tichonin dowodził grupą z oddziału Awangarda. Dowodzona przez niego grupa 28 października 1944 roku dokonała wysadzenia pociągu niemieckiego koło stacji Kozłów. Natomiast w czasie zasadzki zorganizowanej 11 grudnia 1944 roku w Lipówce, w której zabito SS-mana Theodora van Eupena, dowodził całością partyzanckich sił  w skład których wchodziły grupy dowodzone przez E. Niekonczuka i W. Astachowa.
W czasie niemieckiej obławy, zorganizowanej 13 grudnia 1944 roku na stacjonujące w lasach sancygniowskich oddziały partyzanckie dowodzone przez Tichonina, doznały one znacznych strat ale nie zostały zniszczone. Zniszczony został natomiast oddział osłonowy dowodzony przez Kierimowa. Doceniając zasługi Wasyla Tichonina dowództwo pińczowskiego okręgu Armii Ludowej nadało mu stopień majora.
W 1985 roku Wasilij Tichonin uczestniczył w defiladzie w Moskwie zorganizowanej z okazji 40 rocznicy zwycięstwa nad Niemcami. Zmarł 31 maja 1993 roku.

## Ordery i odznaczenia
- Order Wojny Ojczyźnianej
- Medal „Za obronę Odessy”
- Medal „Partyzantowi Wojny Ojczyźnianej” I klasy
- Medal „Partyzantowi Wojny Ojczyźnianej” II klasy
- Medal „Za zwycięstwo nad Niemcami w Wielkiej Wojnie Ojczyźnianej 1941–1945”[6]